# Guillermo Francisco de Borja Echenique Correa
Guillermo Francisco de Borja Echenique Correa (Santiago de Chile, 6 de diciembre de 1898-ibidem, 10 de junio de 1985) fue un abogado y diputado chileno.

## Familia y estudios
Nació en Santiago el 6 de diciembre de 1898. Hijo del también diputado José Miguel Echenique Gandarillas y de Mercedes Correa Errázuriz, hija del también diputado Bonifacio Correa Albano. 
Estudió en los Sagrados Corazones y en la Facultad de Derecho de la Universidad de Chile. Juró como abogado el 1 de agosto de 1921.
Sería soltero.

## Vida privada
Se dedicó a ejercer su profesión. Fue socio de DESCO, SEDESCO y CODITEC. Además, hasta el año 1952, fue agregado cultural ad honorem en la embajada de Chile en Roma.

## Vida pública
Militó en el Partido Conservador.
Fue elegido diputado por la 9.ª Agrupación Departamental de Rancagua, Caupolicán, San Vicente y Cachapoal, en el período de 1937 a 1941. Integró las comisiones de Gobierno Interior; Relaciones Exteriores; Constitución, Legislación y Justicia; Educación Pública; y Agricultura y Colonización.

## Muerte
Guillermo Francisco de Borja Echenique Correa moriría a los 86 años de edad en Santiago, el 10 de junio de 1985. Sus restos mortales serían sepultados en el mausoleo de la familia Correa Errázuriz.